# Thelypteris amambayensis
Thelypteris amambayensis là một loài thực vật có mạch trong họ Thelypteridaceae. Loài này được Ponce mô tả khoa học đầu tiên năm 2000.